# Pseudanthias randalli
Pseudanthias randalli är en fiskart som först beskrevs av Lubbock och Allen, 1978.  Pseudanthias randalli ingår i släktet Pseudanthias och familjen havsabborrfiskar. Inga underarter finns listade i Catalogue of Life.